# James Blount, VI barón de Mountjoy
James Blount, VI barón de Mountjoy (1533 - 1582) fue un miembro de la nobleza en Inglaterra.

## Vida
Blount nació alrededor de 1533 en Barnstaple, Devon, siendo el hijo mayor de Charles Blount, V barón de Mountjoy  (1516-1544) y Ann Willoughby. Heredó su título tras la muerte de su padre. Fue nombrado Caballero Orden del Baño en la coronación de la Reina María (29 de septiembre de 1553); y fue Teniente de Lord de Dorset en 1559.
Fue uno de los comisionados que juzgaron a Thomas Howard, IV duque de Norfolk en 1572, y gastó la fortuna de su familia en la búsqueda de la alquimia. Lord Burghley lo animó en la fabricación de alumbre y cobre entre 1566 y 1572.
Blount también tenía una reputación como partidario del protestantismo, en línea con la de su padre y abuelo. Henry Bennet lo alabó en 1561, mencionando también su patrocinio de Eliseus Bomelius, y el mismo año Jean Veron le dedicó un tratado antipapal.

## Familia
El 17 de mayo de 1558, se casó con Catherine Leigh, hija de Thomas Leigh de Durham St. Oswalds, Yorkshire. Tuvieron cinco hijos: William, Charles, Christopher, Ann y Edward.
Tras su muerte el 10 de octubre de 1582, en Hook (cerca de Okehampton), el título pasó a su hijo mayor William Blount, VII barón de Mountjoy.